# Nychogomphus
Genre
Nychogomphus est un genre de libellules de la famille des Gomphidae (sous-ordre des Anisoptères, ordre des Odonates).

## Systématique
Le genre Nychogomphus a été créé en 1986 par l'entomologiste américain Frank Louis Carle (d) initialement comme sous-genre du genre Onychogomphus.

## Liste d'espèces
Selon BioLib (19 août 2021) :
- Nychogomphus bidentatus Yang, Mao & Zhang, 2010
- Nychogomphus duaricus (Fraser, 1924)
- Nychogomphus flavicaudus (Chao, 1982)
- Nychogomphus geometricus (Selys, 1854)
- Nychogomphus lui Zhou, Zhou & Lu, 2005
- Nychogomphus saundersii (Sélys, 1854)
- Nychogomphus striatus (Fraser, 1924)
- Nychogomphus yangi Zhang, 2014

## Publication originale
- (en) F. L. Carle, « The classification, phylogeny and biogeography of the Gomphidae (Anisoptera). I. Classification », Odonatologica, Societas Internationalis Odonatologica (d), vol. 15, no 3,‎ 1986, p. 275-326 (ISSN 0375-0183, 0375-0183 et 2751-0875, lire en ligne).